# Grabów nad Prosną
Grabów nad Prosną é um município da Polônia, na voivodia da Grande Polônia e no condado de Ostrzeszów. Estende-se por uma área de 2,58 km², com 1 943 habitantes, segundo os censos de 2016, com uma densidade de 753,1 hab/km².